# ملایین کریم

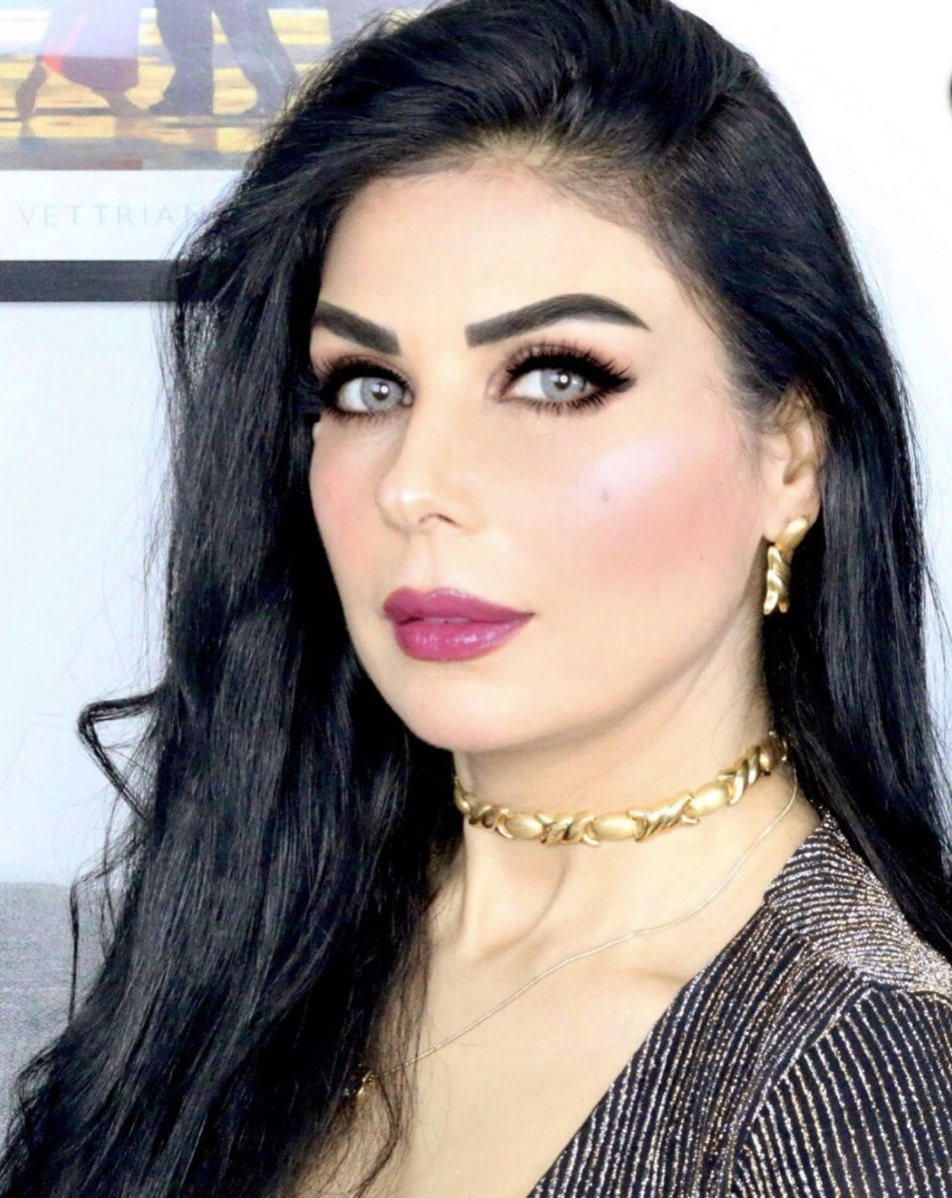

ملایین کریم (۱۹ ژوئیه ۱۹۷۵ -) رقصنده و بازیگر عراقی است. او با خوانندگانی مانند باسم آل علی و حسین. محسن العزاوی همکاری کرده‌است. ملایین در تئاتر ملی بغداد با هنرمندان زیادی از جمله قاسم الممالک، عزیز عبدالصاحب و مناف طالب هم بازی بوده‌است.
او در جشنواره رقص شکم عنوان بهترین رقصنده خاورمیانه را دریافت کرد سپس پس از اخذ تابعیت سوئدی به لندن رفت و برای جامعه عرب کنسرت برگزار و هنر فولکلور عراق را ارائه کرد.